# Коваленская, Нина Григорьевна
Нина Григорьевна Коваленская (1888—1993) — русская актриса.

## Биография
В 1906 г. поступила на Императорские драматические курсы в Петербурге (класс С. И. Яковлева). В 1909 г. дебютировала на сцене Александринского театра, где сыграла в спектаклях В. Э. Мейерхольда. Одновременно занималась в Студии Мейерхольда.
Во время Гражданской войны вместе с мужем и новорожденным сыном эвакуировалась из Крыма сначала в Болгарию, затем в Чехословакию,
Вместе с сыном уехала в Латвию, где два сезона играла на сцене русского театра в Риге. В середине 1920-х годов вернулась в Прагу, где родилась дочь Ирина. Жили в пражском пригороде Страшницы. В 1923 году организовала в Праге драматическую студию.
После Второй мировой войны переселилась в США, работала на радио в Сан-Франциско.
Умерла в 1993 году, завещав вернуть свой прах в Россию. В 1995 её прах был перезахоронен на петербургском некрополе «Литераторские мостки».
Муж — офицер-дроздовец капитан А. К. Павлов.

## Роли
Александринский театр
- Катерина («Гроза» А. Н. Островского),
- дон Фернандо («Стойкий принц» П. Кальдерона),
- Эльвира («Дон Жуан» Мольера),
- Вера Литовская («Два брата» М. Ю. Лермонтова),
- Варенька («Романтики» Д. С. Мережковского),
- Нина («Маскарад» Лермонтова),
- Лидочка («Свадьба Кречинского» А. В. Сухово-Кобылина).

Среди других ролей: Юдифь («Уриэль Акоста» К. Гуцкова), Амалия («Разбойники» Ф. Шиллера), Офелия («Гамлет» У. Шекспира), Софья («Горе от ума» А. С. Грибоедова).